# チザーノ・ベルガマスコ
チザーノ・ベルガマスコ（伊: Cisano Bergamasco ( 音声ファイル)）は、イタリア共和国ロンバルディア州ベルガモ県にある、人口約6,200人の基礎自治体（コムーネ）。

## 地理

### 位置・広がり
ベルガモ県西部、ヴァッレ・サン・マルティノのコムーネ。レッコから南南東へ14km、県都ベルガモから西北西へ17km、州都ミラノから北東へ38kmの距離にある。

#### 隣接コムーネ
隣接するコムーネは以下の通り。LCはレッコ県所属。
- ブリーヴィオ (LC)
- カプリーノ・ベルガマスコ
- モンテ・マレンツォ (LC)
- ポンティーダ
- トッレ・デ・ブージ

### 地勢・地形
- 河川：アッダ川

### 地震分類
イタリアの地震リスク階級 (it) では、3 に分類される
。

## 行政

### 山岳部共同体
レッコ県とベルガモ県にまたがる広域自治体「ラーリオ・オリエターレ＝ヴァッレ・サン・マルティノ山岳部共同体」  (it:Comunità montana Lario Orientale - Valle San Martino)  （事務所所在地: レッコ県ガルビアーテ）を構成する自治体のひとつである。

### 分離集落
チザーノ・ベルガマスコには、以下の分離集落（フラツィオーネ）がある。
- Bisone, Bondì, La Sosta, San Gregorio, Valbonaga, Villasola